# Възкръсващо растение
Възкръсващо растение е всяко poikilohydric растение (такова, с липсата на способност – структурен или функционален механизъм – да поддържа и/или регулира съдържанието на вода, за да се постигне хомеостаза на клетките и тъканите, свързани с бързото уравновесяване на съдържанието на вода в клетките), което може да преживее екстремна дехидратация, дори в продължение на месеци или години. Тази способност е символ за възкресението и намира приложение в лириката и прозата, напр. изразът Йерихонска роза.

## Представители
Сред представителите на възкръсващите цветя са:
- Anastatica hierochuntica, известен още като Розата на Йерихон, е растителен вид, родом от пустините на Северна Африка
- Asteriscus (plant)[1]
- Boea hygrometrica[2]
- Craterostigma, членове на Linderniaceae/Scrophulariaceae с цветове като на кученце
- Родопски силивряк (Haberlea rhodopensis)
- Lichen, симбиоза, която може да оцелее в екстремна десикация[3]
- Mesembryanthemum, растението може да се съживи за кратък период от време след суша
- Myrothamnus flabellifolius, растителен вид, родом от Южна Африка
- Pleopeltis polypodioides, известно още като възкръсваща папрат
- Ramonda serbica, вид от семейство Gesneriaceae
- Йерихонска роза (Selaginella lepidophylla), растителен вид, родом от Северна Америка, Централна и Южна Америка
- Тиландсия (Tillandsia)
- Xerophyta, монокотиледонен род, обикновено срещащ се в скални скали в южноафриканските тревни съобщества

Определени възкръсващи растения за възкресение отдавна се продават в сухата си „безжизнена“ форма като куриози. Този обичай бе отбелязан от много автори от 19 век и продължава и до днес.
През декември 2015 г. възкръсващите растения бяха представени в TED беседа, проведена от професор Джил Фаррант, Молекулярна и клетъчна биология, Университет на Кейптаун, Южна Африка, който извършва целенасочена генетична модификация на кутивирани растения, за да ги накара да понасят изсушаване чрез активиране гени, които вече са налични, но не са местно изразени в отговор на суша.